# Chokri Cherif

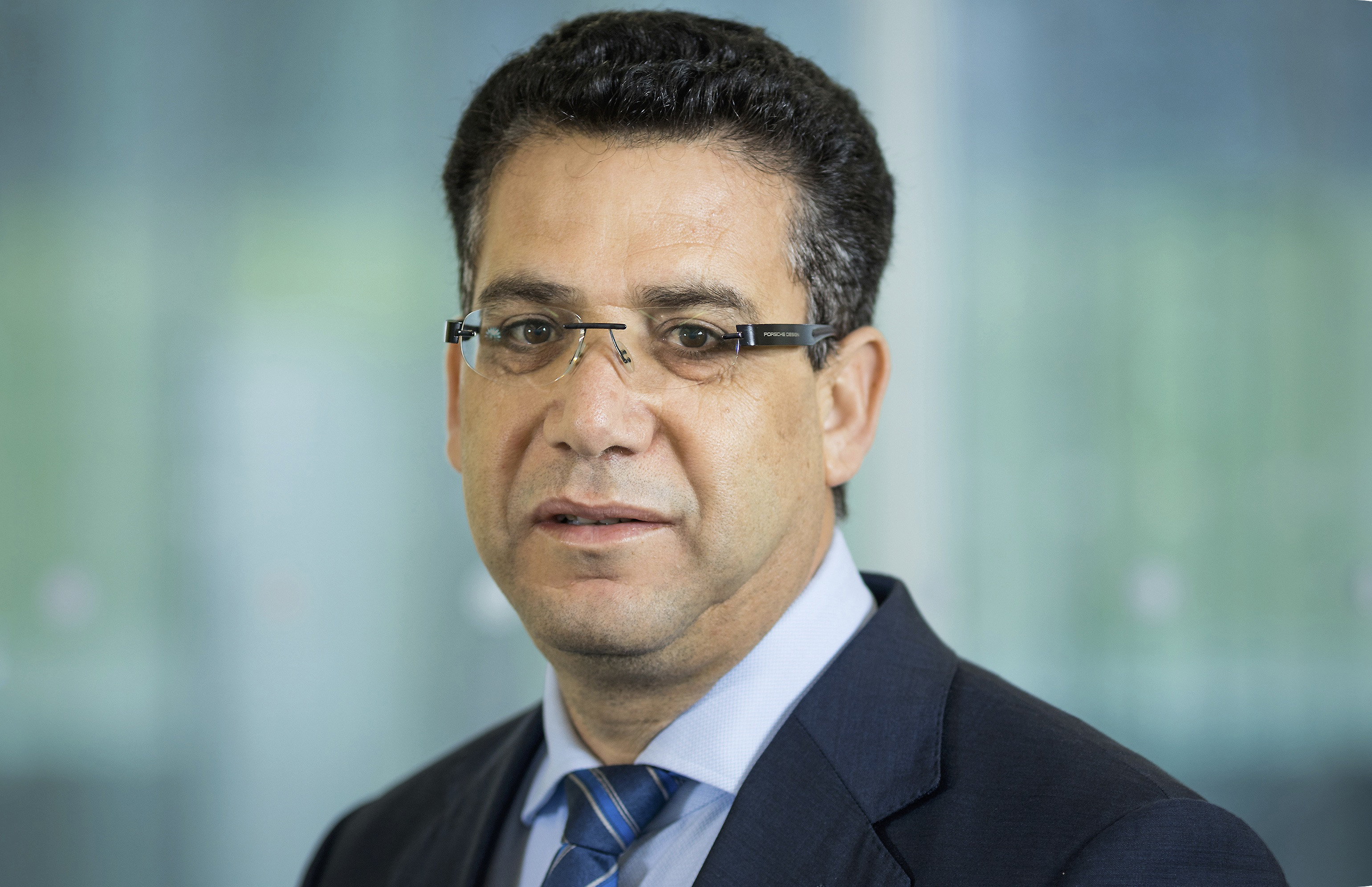
Chokri Cherif, 2017

Chokri Cherif (* 24. Mai 1966 in Sidi Bou Rouis, Tunesien) ist ein tunesischer Ingenieur, Wissenschaftler und Hochschullehrer mit Schwerpunkt Textil- und Fasertechnologie. Seit 2005 leitet er das Institut für Textilmaschinen und Textile Hochleistungswerkstofftechnik (ITM) an der TU Dresden.

## Leben
Chokri Cherif ging im tunesischen Bou Arada zur Schule und kam 1985 durch ein Regierungsstipendium zum Maschinenbaustudium an die RWTH Aachen, wo er bis 1992 Maschinenbau mit der Ausrichtung Textiltechnik studierte. 1993 wurde ihm der Ehrenpreis des tunesischen Staatspräsidenten für den erfolgreichsten Studenten im Ausland verliehen. Im Anschluss an das Maschinenbaustudium begann er, ebenfalls an der RWTH Aachen, ein Studium der Wirtschaftswissenschaften, das er 1995 abschloss. Bis 2001 arbeitete Cherif als wissenschaftlicher Mitarbeiter zuerst am Institut für Allgemeine Mechanik, später am Institut für Textiltechnik der RWTH Aachen. 1998 promovierte er mit Auszeichnung und habilitierte sich 2001. Von 2002 bis 2005 arbeitete Cherif im Schweizer Unternehmen Rieter Ingolstadt Spinnereimaschinenbau AG, wo er zuletzt Abteilungsleiter für Entwicklung und Konstruktion war.
Im Jahr 2005 folgte er dem Ruf auf die Professur für Textiltechnik der Technischen Universität Dresden, wo er zeitgleich Leiter des Institutes für Textilmaschinen und Textile Hochleistungswerkstofftechnik wurde. Von 2010 bis 2013 war Cherif Präsident der International Association of Universities for Textiles, von 2013 bis 2015 ihr Vizepräsident. Seit 2012 gehört er dem Fachkollegiat „Leichtbau/Textiltechnik“ der DFG an. Außerdem ist Cherif Gründungsmitglied des Forschungszentrum für Kohlenstofffasern „Research Center Carbon Fibers Saxony (RCCFS)“ und des C³-Carbon Concrete Composite e.V.
Die Forschungsschwerpunkte von Chokri Cherif sind Textile Hochleistungswerkstoffe und Faserverbundwerkstoffe. Für seine Arbeit mit Carbonbeton (Das faszinierende Material Carbonbeton – sparsam, schonend, schön) erhielt er zusammen mit Manfred Curbach und Peter Offermann 2016 den Deutschen Zukunftspreis für Technik und Innovation.
2017 erhielt Cherif das Verdienstkreuz der Tunesischen Republik für „seine besonderen Erfolge und Verdienste im Ausland“. Er hat bis 2022 rund 250 nationale und internationale Patente angemeldet.
Cherif ist verheiratet und hat drei Kinder.

## Schriften (Auswahl)
- als Hrsg.: Textile Werkstoffe für den Leichtbau. Springer-Verlag, Berlin/Heidelberg 2011, ISBN 978-3-642-17991-4.
- als Hrsg.: Leichtbau mit Textilverstärkung für Serienanwendungen: Bindermaterialien – Textile Preforms – Verbundbauteile; Buch zum DFG-AiF-Clustervorhaben – Leichtbau und Textilien. Verlag Wissenschaftliche Skripten, 2013, ISBN 978-3-942267-81-6.
- Analyse der Verzugsvorgänge auf Hochleistungsstrecken und deren Auswirkungen auf die nachfolgenden textilen Prozessstufen.  (= Berichte aus der Textiltechnik). Shaker, Aachen 2001, ISBN 3-8265-9614-5.

## Auszeichnungen (Auswahl)
(Quelle: )
- 1993: Ehrenpreis des tunesischen Staatspräsidenten für den erfolgreichsten tunesischen Studenten im Ausland
- 2002: Friedrich-Wilhelm-Preis der RWTH Aachen
- 2010: Théophile Legrand International Award for Textile Innovation, Roubaix, Frankreich
- 2011, 2014: Paul Schlack Preis
- 2015: JEC Innovation Award Europe 2015
- 2015: Otto-von-Guericke-Preis 2015
- 2016: Deutscher Zukunftspreis 2016 des Bundespräsidenten für Technik und Innovation
- 2016: Deutscher Rohstoffeffizenz-Preis 2016
- 2017: Verdienstkreuz der Tunesischen Republik für besondere Verdienste und Erfolge im Ausland[3]